# Илия Чубриков
Илия Чубриков е един от доайените на българския автомобилен спорт, дългогодишен състезател, първи победител и един от само четиримата български пилоти печелили Рали България (другите трима са Димитър Илиев (2007, 2012), Крум Дончев (2008, 2014) и Мирослав Ангелов (2018).

## Биография
Илия Чубриков е роден на 8 януари 1935 година в град Габрово. Със спорт започва да се занимава още в началното училище, първоначално със ски-спорт, а по-късно и с мотоциклетизъм.
През 1956 година участва в състезание, проведено в баварския град Гармиш-Партенкирхен, където се класира на първо място.
През 1967 г. Илия и неговият навигатор Кольо Чубриков стартират в известното в миналото Рали Трансбалкания, което се провежда на територията на три държави – България, Югославия и Румъния, със състезателен автомобил Булгар Рено 8, с обем на двигателя 1150 см³, като екипажът печели победа в клас до 1400 см³.
Печели Рали „Златни пясъци“ (сега Рали България) с хитовия по това време автомобил Рено Алпин 1600, през 1971 година.
През 1983 година става част от популярния тим на цигарения концерн Ротмънс, за който пилотира автомобил Рено 5 Турбо. С новия си автомобил се класира на 3-то място на Рали „Златни Пясъци“, побеждава в Рали Хеброс и Рали Гюнайдън (Турция). Благодарение на доброто си представяне през годината, Чубриков завършва на пето място в европейския шампионат.
Приключва своята кариера на състезател през 1990 година. Почетен гражданин на Габрово.
Умира на 5 декември 2020 г. 

## Победи
В дългогодишната си кариера Чубриков има много победи както в националния рали шампионат, така и престижни класирания в международни състезания.
- Победител в тежкото Рали Руска зима (1974)
- Трикратен победител в Рали Вида (1971, 1976 и 1983)
- Трикратен в Рали Хеброс (1976, 1977 и 1983)
- Двукратен в Рали Стари столици (1972 и 1973)
- Победител в Рали Сливен (1977)
- Трикратен победител в Рали Истанбул (1978, 1981, 1983).

## Любопитно
През 2007 година застава зад Димитър Илиев, който след като е спечелил Рали България, е подложен на съмнение и проверка на автомобила, поради подадена контестация от конкурентен тим (контестацията не е уважена, поради неоткрити нередности).

## Филмография
- Голямата победа (1972)